# Siegfried von Taufferer
Johann Heribert Siegfried von Taufferer, kranjski baron, prostozidar in simpatizer francoske revolucije, * 1750, Ljubljana, † 24. maj 1796, Dunaj.
Svojo nadarjenost je Siegfried von Taufferer pokazal že med študijem na dunajskem Terezijanumu, kasneje pa je svojo nadarjenost pokazal tudi v vojaški službi. Med letoma 1772 in 1787 je namreč služil v Vojni krajini in tam večkrat napredoval. Že med vojaško službo je postal trgovec z lesom in ladjar, vendar mu posel ni najbolje tekel, zaradi česar je moral izstopiti iz vojske, bankrotiral in bil za nekaj časa celo zaprt.
Že okoli leta 1782 je pristopil k prostozidarjem in na ta način navezal mnoga pomembna poznanstva. Že leta 1788 je cesarju spet ponudil svoje usluge v boju proti turkom in predstavil nekaj izumov, ki naj bi cesarski armadi pomagali v boju. Že leta 1789 je s cesarsko državno blagajno sklenil posel, ki pa ga kasneje ni mogel izpeljati do konca, zaradi česar se je zameril cesarju. Zaradi te zamere in zaradi preganjanja s strani upnikov se je leta 1789 umaknil v Benetke, od koder je navezal stike s francoskimi jakobinci.
Že konec leta 1794 je bil Taufferer imenovan za generalštabnega stotnika v francoski armadi, leta 1795 pa ga je francoski general Laharpe imenoval za svojega krilnega pribočnika. Leta 1795 se je tako že znašel na bojišču, kjer se je bojeval proti avstrijskim enotam. 28. julija 1795 naj bi se v pismu Taufferer obrnil na poveljnika francoske vojske v Alpah in Italiji s predlogom, da bi se na tem področju iz dezerterjev avstrijske vojske ustanovile posebne partizanske enote, ki bi se bojevale proti Avstrijcem. Načrt je bil sprejet, Taufferer pa je osnoval prvo enoto, sestavljeno iz 783 prostovoljcev, katere poveljnik je s činom generalštabnega polkovnika postal kar sam. S to enoto se je nato do zajetja s strani Avstrijcev v novembru 1795 tudi udeleževal vojaških akcij.
Poleg tega je načrtoval tudi vojaški udar in vsesplošen upor v Vojni krajini.
Zaradi veleizdaje so baronu von Tauffererju sodili na Dunaju in ga obsodili na smrt z obešenjem. Še isti dan so obsodbo izvršili, Tauffererja pa so hkrati tudi izbrisali s seznama kranjskih deželanov.